# HṚṢṬA
HṚṢṬA (санскрит हृष्ट) — канадская построк-группа из Монреаля. Лидер группы, Майк Мойа (гитара, вокал), также участвовал в основании группы Godspeed You! Black Emperor. Благодаря ему, музыка Hrsta напоминает треки Godspeed You! Black Emperor, A Silver Mt. Zion и Set Fire To Flames, так как он внес значительный вклад в творчество этих групп. Однако Hrsta отличается ото всех предыдущих проектов Майка тем, что он участвует в ней в качестве вокалиста.

## Дискография
- L'éclat du ciel était insoutenable (альбом, 2001)
- Stem Stem in Electro (альбом, 2005)
- Ghosts Will Come and Kiss Our Eyes (альбом, 2007)

## Участие в других проектах
- Molasses — Майк Мойа
- Концерты Elizabeth Anka Vajagic — Майк Мойа
- Lonesome Hanks — Майк Мойа
- Set Fire to Flames — Майк Мойа и Брук Краузер
- Харрис Ньюман[англ.] — сольный проект
- Sackville — Харрис Ньюман, Эрик Крэйвен и Женевьев Хейстек
- Hangedup — Харрис Ньюман и Женевьев Хейстек
- Shortwave — Эрик Крэйвен
- Jackie-O Motherfucker — Брук Краузер
- Swords Project — Брук Краузер
- Molasses — Лиза Гэмбл
- Gambletron — Лиза Гэмбл
- Evangelista — Лиза Гэмбл
- Clues — Лиза Гэмбл